# توني كلارك (لاعب دارت)
توني كلارك (بالإنجليزية: Tony Clark)‏ هو لاعب دارت بريطاني، ولد في 28 نوفمبر 1955 في ويلز في المملكة المتحدة.

## وصلات خارجية
- توني كلارك على موقع DartsDatabase.co.uk (الإنجليزية)